# Џиџел
Џиџел (арап. جيجل) је лучки град који се налази на североистоку Алжира, у покрајини Џиџел, чији је и административни центар. Град има 131 513 становника.

## Географске карактеристике
Џиџел лежи на полуострву Средоземног мора недалеко од ушћа Ђенђена. Удаљен је 138 километара северозападно од града Константина и 88 километара источно од Беџаје.
Град има врло повољну микроклиму, тако да је, за разлику од многих алжирских градова, врло зелен и обрастао густим шумама храста плутњака.
Са свих страна је окружен брдима Ауреса, па је тако и добио име које у преводу значи брдо. Поред Арапа у граду живи и пуно припадника берберских Кабила.

## Историја
Џиџел је настао као феничанска трговачка колонија у 10. веку пре нове ере. У време Античког Рима био је познат под именом - Игилгили. Од 16. века је био у рукама пирата Хајрудина Барбаросе. Након његове смрти је остао пиратска база све до 1839. године, када га је заузела француска војска.
Снажни отпор локалног становништва коначно је сломљен тек 1851. године. Французи подигли три фортификације на јужном рубу тадашњег града и врло опрезно радили на колонизацији града. 
Стару медину и велики део града разорио је потрес 1856. године. Французии су нови град подигли са широким булеварима обрубљеним дрворедима.

## Привреда
Џиџел је центар дрвне индустрије, експоатације храста плутњака и град бројних штавионица и погона за обраду метала.
Околица града је ратарски и рибарски крај, познат по агрумима и житарицама. Ти се производи извозе из његове луке.
Данашњи Џиџел је и позната туристичка дестинација због лепих пешчаних плажа и оближњих зелених планина које су популарне међу планинарима.